# Прорачунати ризик
Прорачунати ризик (енгл. A Calculated  Risk) је роман америчке списатељице Кетрин Невил из 1992. године.

## Радња
У Прорачунатом ризику Невил поново установљава правила књижевног авантуристичког прозног дела, свеобухватном причом о финансијским интригама и хипнотичкој романси која се одиграва и заплиће у моћним финансијским центрима света, од Њујорка и Сан Франциска, све до Париза те једног заносног и узбудљивог грчког острва. Као поглед изнутра, на свет високог банкарства, Прорачунати ризик је трилер о великој превари који пружа неизмерно уживање, са јунацима који се крећу по целом свету, друже се са банкарима и баронесама и по први пут у потпуности откривају и упознају једни друге.